# Maitenbeth
Maitenbeth (baw. Moabeth) –  miejscowość i gmina w Niemczech, w kraju związkowym Bawaria, w rejencji Górna Bawaria, w regionie Südostoberbayern, w powiecie Mühldorf am Inn, siedziba wspólnoty administracyjnej Maitenbeth.

## Geografia
Na terenie gminy znajduje się źródło rzeki Isen, dopływu rzeki Inn.
Maitenbeth znajduje się około 40 km na wschód od Monachium, około 33 km na południowy zachód od Mühldorf am Inn, przy drodze B12.
Gmina graniczy od wschodu z Haag in Oberbayern, od południa z Rechtmehring, Albaching i Steinhöring, od zachodu z Hohenlinden i od północy z Isen.

## Herb
Tarcza herbowa: „Podzielona po przekątnej w kolorze złotym i niebieskim, powyżej lecący czarny kruk z czerwonym kawałkiem drewna w dziobie, poniżej skaczący srebrny rumak z uzdą”.
Czarny kruk z czerwonym kawałkiem drewna w dziobie symbolizuje legendę o budynku miejscowego kościoła: Mówi się, że kruk przeniósł zakrwawiony kawałek drewna z Neukirchen na późniejszy teren budowy w Maithenbeth. Koń z uzdą w dolnym polu przypomina o dawnej przynależności gminy do cesarskiego hrabstwa Haag, które w swoim herbie miało skaczącego srebrnego konia z uzdą w kolorze czerwonym. Herb konny wywodzi się od rodu Gurren z Kirchdorf i Haag.

## Demografia
| Rok              | Liczba mieszk. |
| ---------------- | -------------- |
| 1818             | 812            |
| 1875             | 808            |
| 1 grudnia 1900   | 951            |
| 16 czerwca 1925  | 1 018          |
| 17 lipca 1939    | 978            |
| 13 września 1950 | 1 390          |
| 6 czerwca 1961   | 1 307          |
| 25 maja 1970     | 1 314          |
| 25 maja 1987     | 1 585          |
| 31 grudnia 2002  | 1 833          |
| 31 grudnia 2005  | 1 877          |

### Struktura wiekowa
Dane o ludności z 31 grudnia 2008:
| Opis                                | Ogółem | Ogółem | Kobiety | Kobiety | Mężczyźni | Mężczyźni |
| ----------------------------------- | ------ | ------ | ------- | ------- | --------- | --------- |
| Jednostka                           | osób   | %      | osób    | %       | osób      | %         |
| Populacja                           | 1899   | 100    | 924     | 48,66   | 975       | 51,34     |
| Wiek przedprodukcyjny (0–17 lat)    | 422    | 22,22  | 188     | 9,9     | 234       | 12,32     |
| Wiek produkcyjny (18–65 lat)        | 1165   | 61,35  | 569     | 29,96   | 596       | 31,38     |
| Wiek poprodukcyjny (powyżej 65 lat) | 312    | 16,43  | 167     | 8,79    | 145       | 7,64      |

## Polityka
Wójtem gminy jest Thomas Stark, rada gminy składa się z 12 osób.
|      | FWG | Razem |
| 2008 | 12  | 12    |
| 2002 | 12  | 12    |